# Hellsing (série télévisée d'animation)
Pour les articles homonymes, voir Hellsing.
Hellsing (ヘルシング, Herushingu) est un anime japonais en 13 épisodes de 25 minutes, créé d'après le manga éponyme de Kōta Hirano et diffusée du 10 octobre 2001 au 16 janvier 2002 sur Fuji TV. En France, la série a été diffusée  en 2004 sur MCM.

## Synopsis
Hellsing est le nom d'une organisation familiale et pseudo-gouvernementale chargée d'exterminer tous les vampires et autres créatures de Satan. Basée sur un manga, cet animé met en scène :
- Alucard (dracula 1er vampire) le Nosferatu : Ce vampire est tenu par un lien mystérieux à la famille Hellsing et sous les ordres de sa maîtresse Integra Hellsing.

- Integra Hellsing : Présidente de l'organisation du même nom elle lutte contre les Vampires.

- Victoria Seras : D'abord policière puis membre d'Hellsing, liée par un lien de sang avec Alucard elle devient un vampire capable de vivre la journée, buvant du sang, et à la force et aux sens extrêmement développés,

## Voix japonaises
- Fumiko Orikasa : Seras Victoria
- Jouji Nakata : Alucard
- Yoshiko Sakakibara : Sir Integral Fairbrook Wingates Hellsing
- Motomu Kiyokawa : Walter
- Nachi Nozawa : Anderson
- Takumi Yamazaki : Incognito
- Unshō Ishizuka : Peter Ferguson
- Akeno Watanabe : Jessica
- Akiko Hiramatsu : Helena
- Hideyuki Tanaka : Marcswill
- Jin Horikawa : Sir Peter Winfield (épisode 1)
- Jin Yamanoi : Jack (épisode 1)
- Jun Fukuyama : Assistant (épisode 3)
- Kaori Mizuhashi : Integra jeune
- Kazuhiro Nakata : Docteur (épisode 3), Lieutenant (épisodes 1,3)
- Kazuya Nakai : Yan Valentine
- Ken Narita : Paul Wilson (épisodes 9, 11, 12)
- Masahiko Tanaka : Prêtre vampire(épisodes 1)
- Midori Edamura : Voix de P.A.(épisode 3)
- Minako Ichiki : Goule femelle (épisode 1)
- Norio Wakamoto : Richard Hellsing
- Ryotaro Okiayu : Enrico Salvaletti (épisode 3)
- Takehito Koyasu : Luke Valentine
- Tomoyuki Shimura : Gareth (épisode 3)
- Wataru Takagi : Leif (épisode 2)
- Yuki Maeda : Préposé (épisode 3)
- Yuuji Takada : Chris Pickman

## Voix françaises
- Eric Peter : Alucard
- Frédérique Marlot : Victoria Célas
- Susan Sindberg : Integra Hellsing
- Hervé Caradec : Walter C. Dornez
- Emmanuel Gradi : Prêtre Alexander Anderson, Luke Valentine, Paul Wilson
- Thierry Kazazian : Peter Fergusson
- Frédéric Popovic : Yann Valentine, Ulive
- Yann Pichon : Enrico Maxwell
- Martial Le Minoux : Enrico Salvaletti, Stidler
- Gilbert Lévy : Prêtre vampire, Chris Pickman, Arthur Hellsing
- Éric Etcheverry : Richard Hellsing
- Bérangère Jean : Kim Chapman
- Bruno Magne : Harry Anders
- Nathalie Homs : Héléna
- Philippe Roullier : Voix additionnelles

Direction de doublage : Thierry Kazazian
Sources et légendes : Version française (V. F.)

## Musique
générique de début
"Logos naki sekai" (monde sans rationalité) par Yasushi Ishii
générique de fin
"Shine" (brille) par Mr. Big

## Épisodes
1. The Undead
2. Club M
3. Sword Dancer
4. Innocent As A Human
5. Brotherhood
6. Dead zone
7. Duel
8. Kill House
9. Red Rose Vertigo
10. Master of Monster
11. Transcend Force
12. Total Destruction
13. Hellfire

## Édition vidéo
En France, la série est diffusée en DVD par Dybex.